# Вгадай, хто (фільм)
Вгадай, хто? (англ. Guess Who?) — американський комедійний фільм 2005 року про відношення між расами. Режисер фільму — Кевін Родні Салліван. У головних ролях знялися Берні Мак і Ештон Кучер.
Прем'єра фільму в Україні відбулася 26 червня 2005 року.

## Сюжет
Головні герої — Саймон Ґрін і Тереза Джонс, які вирішили побратися. На 25-тій вечірці своїх батьків (Персі та Мерелін Джонс) Тереза вирішила повідомити їм про заручини з Саймоном.
Та не все складалося успішно для Саймона. Він звільнився з роботи й не міг знайти нову. А найголовніша проблема в тому, що Тереза — темношкіра дівчина, й вона не повідомила батькам, що її хлопець білий. Її батько відмовлявся приймати в родину Саймона й радив дочці забути про нього. Містер Джонс намагався довести оточуючим, що Саймон расист і брехун. Врешті, йому це вдалося, адже Саймон не розповів Терезі, що він тепер безробітний. Але в Персі Джонса на той час і в самого почалися проблеми в шлюбі — він посварився із дружиною Мерелін. Мерелін із донькою залишилася ночувати в сестри. За цю ніч Персі й Саймон нарешті порозумілися й на ранок разом поїхали перепрошувати у своїх коханих. Та Тереза не пробачила Саймонові.
Перед початком святкування річниці весілля Тереза розповіла батькові, що вона планувала одружитися з Саймоном. Персі покинув святкування, наздогнав Саймона на вокзалі. Він здогадався, що хлопець звільнився тому, що його бос не радив йому одружуватися з темношкірою дівчиною. Він попросив хлопця ще раз спробувати з Терезою. На річниці Персі й Саймон заспівали пісню, і Тереза пробачила Саймона.

## У головних ролях
- Ештон Кучер — Саймон Ґрін;
- Зої Салдана — Тереза Джонс;
- Берні Мак — Персі Джонс;
- Джудіс Скотт — Мерелін Джонс;
- Гел Вільямс — Говард Джонс (дід Терези);
- Келлі Стюард — Кейша Джонс (сестра Терези);
- Роберт Кьортіс Браун — Данте (стиліст річниці весілля Персі й Мерелін Джонс)
- Нісі Неш — Наомі

## Касові збори
У США кінофільм отримав $68,915,888, за кордоном — $32,950,142 (усього — $101,866,030).

## Кінокритика
На сайті Rotten Tomatoes фільм отримав 63 схвальних відгуків і 82 несхвальних (таким чином, рейтинг стрічки становить 43 %).